# 카행 변격활용
카행 변격활용(カ行變格活用)은 일본어의 구어문법 및 문어문법에서 동사의 활용 중 하나이다. 활용어미가 50음도의 카(カ)행의 음을 기초로 하여 불규칙적으로 변화한다. 이 변격동사는 "오다"라는 의미의 「来(く)る」 한 단어뿐이다.  
이 동사활용은 다른 동사의 활용과 달리 「来る」라는 말자체에서 나타나는 불규칙성을 설명한 것이다. 「来る」가 불규칙적으로 된 것은 일상적으로 자주 쓰는 말이기 때문이며, 사용빈도가 높은 말은 역사적으로 문법이나 음운규칙이 변화하여도 그에 따라 변화를 하지 않는 경향이 잦다. 또 현대구어에서는 그 반대말인 "가다"라는 의미의 「行(い)く」도 불규칙 활용으로 연용형이 「行いた」(이음편(イ音便))가 아닌 「行った」(촉음편)가 된다. 

## 동사활용
구어
- 미연형-こ
- 연용형-き
- 종지형-くる
- 연체형-くる
- 가정형-くれ
- 명령형-こい

문어
- 미연형-こ
- 연용형-き
- 종지형-く
- 연체형-くる
- 기연형-くれ
- 명령형-こ,こよ

## 활용 예
(으뜸꼴)오다-くる, 오지않다-こない, 와서(혹은 오시오)-きて

## 참고 문헌
- 미즈타니 노부코 (2004년 1월 10일). 《스타트 일본어 1》. 다락원. ISBN 9788972551850.